# KF Tërbuni Puka
Klubi i Futbollit Tërbuni Puka ist ein albanischer Fußballverein aus Puka, der in der zweiten Liga Kategoria e parë spielt.

## Geschichte
Der Klub gibt als Gründungsjahr 1936 an. Aktiv wurde er aber erst in den 1940er Jahren. Anfangs hieß er K.F. Puka, ab 1951 bis 1958 Puna Puka und seit 1958 K.F. Tërbuni Puka.
1964 gelang als Vizemeister der dritten Liga erstmals der Aufstieg in die zweite Liga Kategoria e Dytë. Mit nur sieben Punkten wurde man aber Ende der Saison 1964/65 Gruppenletzter. Wegen einer Erweiterung der Liga um zwei Mannschaften musste Tërbuni nicht absteigen. 1965 wurde man mit 14 Punkten aber nur Elfter der zwölf Mannschaften umfassenden Liga; nur der Letzte musste absteigen. In den beiden folgenden Saisons konnte der Abstieg jeweils wiederum als Elfter verhindert werden. In der Saison 1968 wurde die zweite Liga in zwei Gruppen gespielt; Tërbuni wurde mit 17 Punkten Tabellenneunter. In der Saison 1969/70 schloss der Klub auf dem zehnten Platz, 1970/71 schaffte er es auf den achten Platz. In der nächsten Saison gab es nochmals einen zehnten Platz. 1773/74 wurde Tërbuni sogar Sechster der Gruppe A. Nach der folgenden Saison musste man als Neunter der Gruppe A aber wieder absteigen.
1980 wurde Tërbuni wieder Vizemeister in der dritten Liga. Mit 27 Punkten erreichte der Klub in der Saison 1980/81 sogar den vierten Platz. In der Folgesaison fiel er auf den achten Platz zurück. 1983 konnte mit zwei Punkten Vorsprung und dem elften Platz noch knapp ein Wiederabstieg abgewendet werden. Die Saison 1983/84 beendete Puka aber auf den 14. Platz und mussten wieder absteigen. 1987 gelang als Dritter der Gruppe A der Wiederaufstieg in die zweite Liga. Ohne Sieg und mit nur vier Punkten beendete Tërbuni die Saison 1987/88 aber als zehnter und letzter der Gruppe A. 1989 gelang der Wiederaufstieg erneut in eine stark erweiterte zweite Liga mit drei Gruppen. Die Saison 1989/90 beendeten die Nordalbaner als Zwölfte und Vorletzte der Gruppe A. Die folgende Saison beendete der Klub auf dem elften Platz der Gruppe A und musste absteigen. In der Saison 1992/93 spielte Tërbuni wieder zweitklassig und wurde vierter der fünf Mannschaften umfassenden Gruppe A1, wobei viele Spiele nicht ausgetragen worden sind. In der Folgesaison fehlte die Zulassung für das Stadion; man trug zwar eine Meisterschaft mit anderen Mannschaften mit dem gleichen Problem aus, stieg dann aber ab. Später spielte Tërbuni sogar in der vierten Liga; als Meister gelang 2004 der Aufstieg. In der Saison 2008/09 hatte der Klub sich zwar wieder in die zweite Liga hochgearbeitet, aber wurde nach dem 19. Spieltag für zwei Saisons ausgeschlossen und in die dritte Liga verbannt.

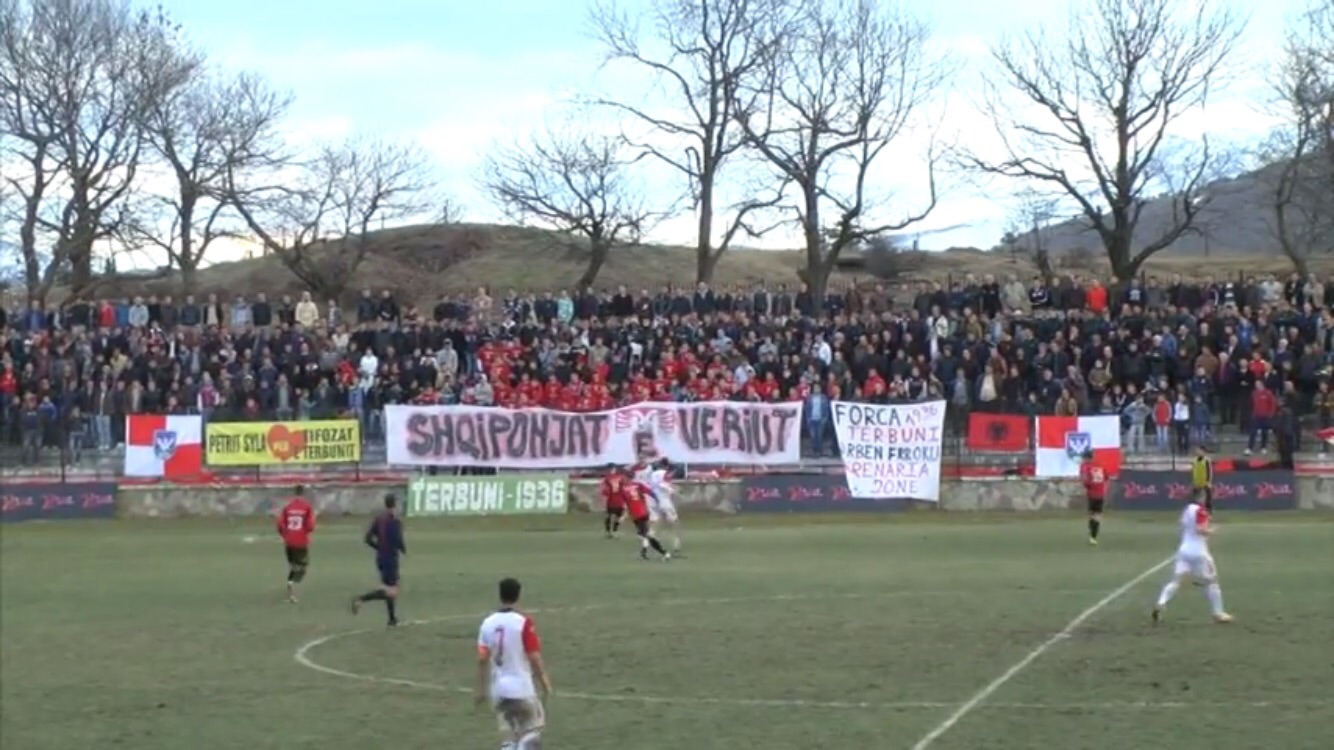
Spiel gegen Adriatiku Mamurras Anfang Mai 2015 im Heimstadion

Petrit Syla, ein erfolgreicher Geschäftsmann, der früher für Tërbuni gespielt hatte, wurde ab 2007 in größerem Umfange in den Klub investiert. 2012 wurde Tërbuni mit vier Punkten Vorsprung Sieger in der Gruppe A der drittklassigen Kategoria e dytë. Als Sieger der Gruppe A der zweitklassigen Kategoria e parë in der Saison 2014/15 gelang nach 79 Jahren erstmals der Aufstieg in die höchste Liga. Rund 7000 Fans bejubelten den Erfolg. Die Mannschaft stieg aber nach nur einem Jahr wieder ab. 2020 wurde der Verein vom albanischen Fußballverband aus der Liga ausgeschlossen und wurde in die dritte albanische Liga versetzt, nachdem es wiederholt zu Zwischenfällen mit Fans gekommen war, bei denen die gegnerischen Spieler gefährdet waren. Nach nur einem Jahr gelang wieder der Aufstieg in die zweite Liga dank eines Siegs gegen KS Flamurtari Vlora in den Play-offs.

## Stadion
Tërbuni trägt seine Heimspiele im Ismail-Xhemali-Stadion aus. Das Stadion bietet 2500 Zuschauern Platz. Es wurde auf die Saison 2015/16 erneuert.